# Вилла Колиба
 Памятник культуры Малопольского воеводства: регистрационный номер А-346 от 2 мая 1983 года.

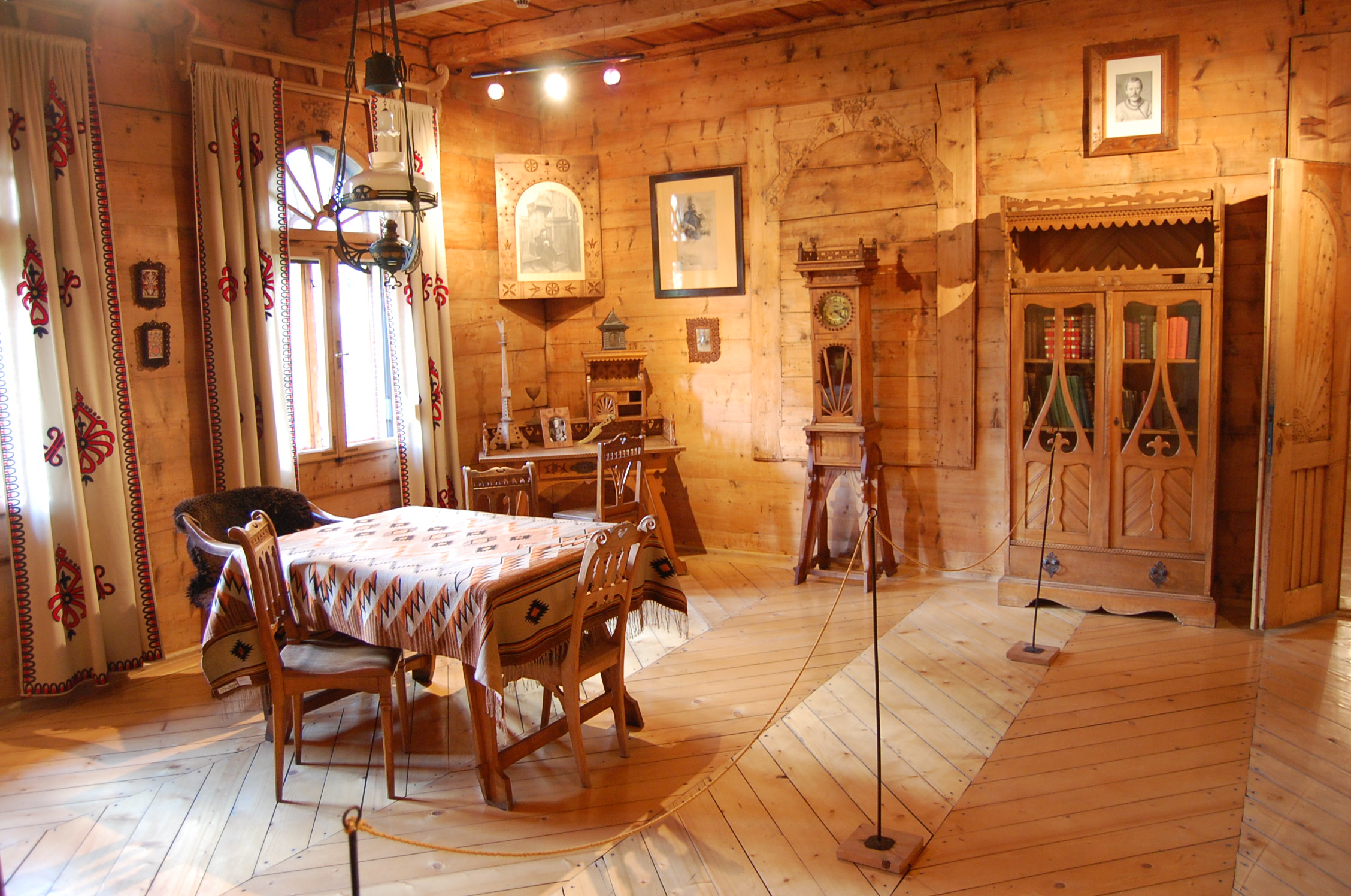
Интерьер Виллы Колибы

Ви́лла Коли́ба (пол. Willa Koliba) — филиал Татровского музея, находящийся в городе Закопане Малопольского воеводства, Польша. Первое здание закопанского стиля, которое спроектировал польский архитектор и писатель Станислав Виткевич. Находится на улице Косцелиска, 18. Здание входит в состав туристического маршрута «Путь деревянной архитектуры». Памятник культуры Малопольского воеводства.

## История
Здание было построено в 1893 году. Его название произошло от диалектного гуральского слова «Koliba», которое означает пастушеский шалаш. Вилла была построена для землевладельца Зигмунта Гнатовского, который первоначально хотел построить простую гуральскую хату, чтобы разместить в ней свою этнографическую коллекцию. Однако, план строительства был изменён Станиславом Виткевичем, который добавил к зданию отдельную западную часть, на первом этаже которой разместил гостиную и спальню, а на втором этаже — ещё одну спальню и комнату для прислуги. В 1901 году к зданию была добавлена ещё одна небольшая пристройка.
2 мая 1983 года здание было внесено в реестр памятников культуры Малопольского воеводства.
С декабря 1993 года в здании был организован Музей закопанского стиля имени Станислава Виткевича, который стал филиалом Татровского музея.